# Гана (град)
Вижте пояснителната страница за други значения на Гана.
Гана̀ (на френски: Gannat) е град в Централна Франция. Разположен е на река Андело в департамент Алие на регион Оверн. Има жп гара и е на 22 км западно от летището на съседния град Виши. На 43 км южно от Гана е град Клермон Феран. Гана е известен със своя фолклорен фестивал Les Cultures du Monde. Население 5881 жители от преброяването през 2007 г.

## Личности
Родени
- Сандрин Бонер (р. 1967), френска киноактриса
- Шарл Антоан Жидел (1827-1900), френски литературен историк